# Cymbopogon citratus
La limonaria o zacate limón (Cymbopogon citratus) es una especie de hierba perteneciente a la familia de las Gramíneas (Poaceae).

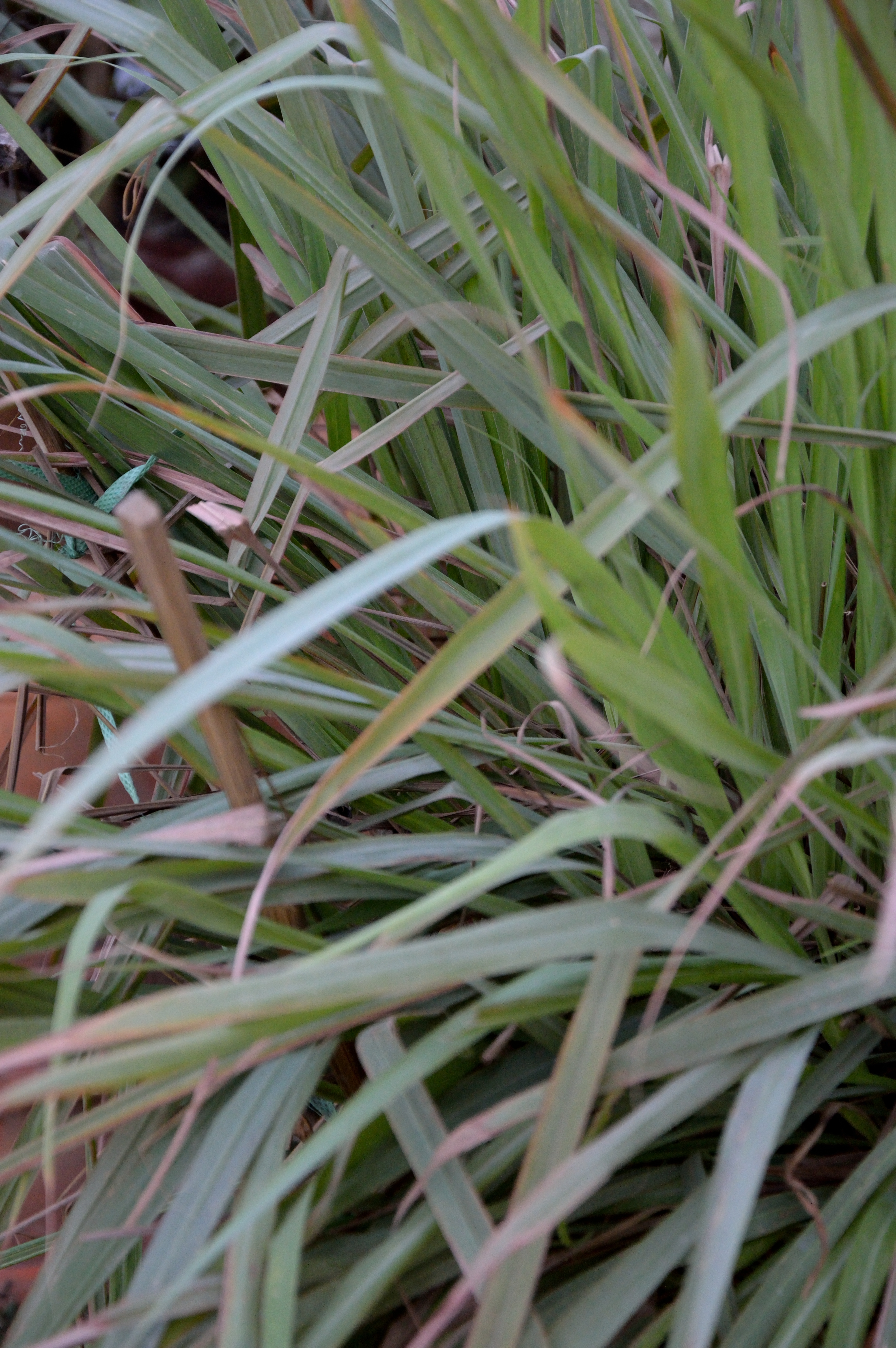
Detalle de las hojas

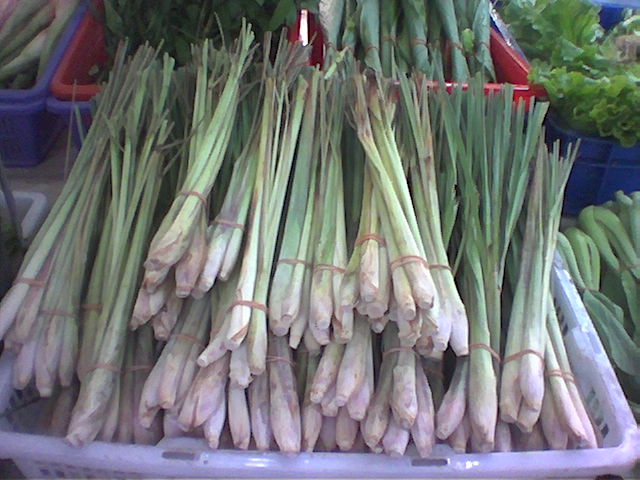
Dispuesta para la venta en comercios

## Caracterización
Es una planta herbácea, perenne, aromática y robusta que se propaga por esquejes y pertenece a la familia de las Gramíneas. Las flores se reúnen en espiguillas de 30-60 cm de longitud formando racimos. Las hojas son muy aromáticas y alargadas como listones, ásperas, de color verde claro que brotan desde el suelo formando matas densas. Las flores están agrupadas en espigas y se ven dobladas al igual que las hojas.

## Distribución y hábitat
Es natural de la Asia meridional: la India, Ceilán, Malasia. En la actualidad se la cultiva como planta medicinal en zonas tropicales y subtropicales, incluyendo las Islas Canarias.

## Otros nombres
Recibe también los nombres comunes de hierba limón, zacate limón, toronjil de caña, limonaria, limoncillo, zacate el limón, té de limón, pajete, caña de limón, caña santa, hierba de la calentura, paja de limón, malojillo, pasto limón, cedrón kapi'i. En francés se llama “citronnelle”. En el norte de Argentina se conoce como "cedrón pasto" o simplemente "cedrón", aunque "cedrón" también se le dice al cedrón de árbol. En Paraguay se lo conoce como Cedron Kapi'i, el cual no debe confundirse con el Cedron Paraguay. (Lipia citriodora). En Venezuela es conocida como "malojillo" o “citronela”. También se conoce como yerba luisa o hierba luisa en Chile, Perú y Ecuador, aunque este nombre se aplica también a una planta muy diferente pero de olor similar,  Aloysia citrodora también conocido como cedrón.

## Propiedades
- De ella se obtiene el aceite esencial denominado Lemongrass.
- Es carminativo, digestivo y para el tratamiento de flatulencia.
- En infusión se utiliza como tónico aromático y febrífugo.
- Es muy usado como repelente de insectos, particularmente mosquitos

## Cultivo
Requisitos para sembrar la limonaria
La limonaria requiere un clima cálido para su cultivo. Si la siembras en un lugar donde hay estaciones, debes tener presente que para que sobreviva debes guardarla en invierno al interior del hogar.
El suelo en el cual lo vas a cultivar debe ser preferiblemente arenoso, con algo de arcilla.
Cultivo
Se debe preparar el suelo 40 días antes de la plantación, ya que este debe estar en condiciones óptimas para el buen crecimiento de la planta, para lo cual se debe realizar las siguientes actividades:
- Lavar la tierra (profundidad de 30cm.), para facilitar el crecimiento de las raíces.
- Limpieza del suelo de todas malezas, para que estas no afecten el crecimiento del nuevo cultivo.
- Regar periódicamente, para que el suelo cuente con condiciones óptimas para el crecimiento del nuevo cultivo.
- Asurcar el suelo.
- Colocar una correcta cantidad de abono con productos tales como: estiércol bien fermentado, azufre.
- También se recomienda desherbar la maleza los primeros 15 centímetros de profundidad y de paso tomar los rastrojos y picarlos; así acelerarás su descomposición. Hay buen material sobre este tema, recuerda consultarlo abajo en la sección Véase también: preparación del suelo para cultivar limonaria.

## Usos
Se usa en la cocina asiática, especialmente en la de Tailandia.
Es una de las hierbas más utilizadas para preparar el tereré, la bebida tradicional de Paraguay.

## Taxonomía
Cymbopogon citratus  fue descrita por (DC.) Stapf  y publicado en Bulletin of Miscellaneous Information Kew 1906: 322, 357. 1906.
Etimología
Cymbopogon: nombre genérico que deriva del griego kumbe = (barco) y pogon = (barba), refiriéndose a las muchas aristas y espatas parecidas a un barco.

citratus: epíteto latino que significa "con aroma de limón".
Sinonimia
- Andropogon cerifer Hack.
- Andropogon citratus DC.
- Andropogon citratus DC. ex Nees
- Andropogon citriodorum hort. ex Desf.
- Andropogon nardus subsp. ceriferus (Hack.) Hack.
- Andropogon roxburghii Nees ex Steud.
- Andropogon schoenanthus L.
- Cymbopogon nardus (L.) Rendle
- Cymbopogon nardus subvar. citratus (DC.) Roberty[4][7][8]